# Eredivisie 2022-23
L'Eredivisie 2022-23 va ser la 67a edició de l'Eredivisie, la primera divisió de futbol neerlandesa. La temporada va començar el 5 d'agost de 2022 i finalitzà el 28 de maig de 2023. Com que la Copa del Món de la FIFA 2022 es va celebrar entre novembre i desembre, la lliga es va aturar aquest any el 12/13 de novembre i va tornar a iniciar-se el 6 de gener de 2023.

## Classificació
A 28 maig 2023

## Golejadors
A 28 maig 2023
| Pos | Jugador          | Club      | Gols |
| --- | ---------------- | --------- | ---- |
| 1   | Tassos Duvikas   | Utrecht   | 19   |
| 1   | Xavi Simons      | PSV       | 19   |
| 3   | Van Hooijdonk    | Heereveen | 16   |
| 4   | Santiago Giménez | Feyenoord | 15   |
| 5   | Luuk de Jong     | PSV       | 14   |
| 6   | Brian Brobbey    | Ajax      | 13   |

## Play-Offs de classificació a Lliga Conferència
Els quatre equips millor classificats de la lliga que no es van classificar per les competicions europees van competir per un lloc a la segona ronda classificatòria de la Lliga Europa Conferència de la UEFA 2023-24.
|  | Semi-finals | Semi-finals          | Semi-finals      | Semi-finals | Semi-finals |   |   | Final     | Final | Final | Final | Final |
|  |             |                      |                  |             |             |   |   |           |       |       |       |       |
|  | 5           | FC Twente            | 2                | 4           | 6           |   |   |           |       |       |       |       |
|  | 8           | SC Heerenveen        | 1                | 0           | 1           |   |   |           |       |       |       |       |
|  |             |                      |                  |             |             |   | 5 | FC Twente | 1     | 1     | 2     |       |
|  |             | 6                    | Sparta Rotterdam | 1           | 0           | 1 |   |           |       |       |       |       |
|  | 6           | Sparta Rotterdam (p) | 2                | 0           | 2 (5)       |   |   |           |       |       |       |       |
|  | 7           | FC Utrecht           | 1                | 1           | 2 (4)       |   |   |           |       |       |       |       |

## Play-off de descens
El 16è lloc de la lliga juntament amb els sis equips millor classificats de l'Eerste Divisie 2022-23 que no van ascendir, van competir per un lloc a l'Eredivisie 2023-24. Els perdedors van participar en l'Eerste Divisie 2023-24.

### Equips
| Equip          | Classificació    |
| -------------- | ---------------- |
| Emmen          | 16è (Eredivisie) |
| Almere City    | 3r (Eerste)      |
| Willem II      | 4t (Eerste)      |
| MVV Maastricht | 5è (Eerste)      |
| NAC Breda      | 6è (Eerste)      |
| VVV-Venlo      | 7è (Eerste)      |
| Eindhoven      | 8è (Eerste)      |

#### Primera ronda
| Eindhoven        | 1–0     | Almere City |
| ---------------- | ------- | ----------- |
| * Dorenbosch 76' | Informe |             |

| Almere City                                          | 3–1 (pr.) | Eindhoven           |
| ---------------------------------------------------- | --------- | ------------------- |
| * Hilterman 80' - Limbombe 90+4' - Van La Parra 109' | Informe   | * 84' (pen.) Amevor |

Almere City va guanyar 3–2 en l'agregat.
| VVV-Venlo                               | 3–2     | Willem II           |
| --------------------------------------- | ------- | ------------------- |
| * Braken 41', 45+3' (pen.) - Venema 65' | Informe | * 13', 36' Hornkamp |

| Willem II                | 2–2 (pr.) | VVV-Venlo                   |
| ------------------------ | --------- | --------------------------- |
| * Kabangu 7' - Bosch 22' | Informe   | * 74' Venema - 120+1' Yasar |

VVV-Venlo va guanyar 5–4 en l'agregat.
| NAC Breda            | 1–0     | MVV Maastricht |
| -------------------- | ------- | -------------- |
| * Velanas 40' (pen.) | Informe |                |

| MVV Maastricht   | 1–4     | NAC Breda                                                   |
| ---------------- | ------- | ----------------------------------------------------------- |
| * Livramento 67' | Informe | * 20' Ómarsson - 29' Agougil - 38' Banzuzi - 90+3' Herrmann |

NAC Breda va guanyar 5–1 en l'agregat.

#### Semifinals
| VVV-Venlo        | 1–1     | Almere City    |
| ---------------- | ------- | -------------- |
| * Van Rooijen 7' | Informe | * 29' Limbombe |

| Almere City                                  | 1–1 (pr.) | VVV-Venlo                             |
| -------------------------------------------- | --------- | ------------------------------------- |
| * Duijvestijn 50'                            | Informe   | * 62' Allouch                         |
| Tanda de penals                              |           |                                       |
| * Van La Parra - Alhaft - Duijvestijn - Peña | 2–0       | * Venema - Allouch - Koglin - De Boer |

2–2 en l'agregat. Almere City va guanyar 2–0 als penals.
| NAC Breda     | 1–2     | Emmen                     |
| ------------- | ------- | ------------------------- |
| * Omgba 90+4' | Informe | * 24' Burnet - 39' Romeny |

| Emmen                            | 2–0     | NAC Breda |
| -------------------------------- | ------- | --------- |
| * Živković 62' - Assehnoun 90+4' | Informe |           |

Emmen va guanyar 4–1 en l'agregat.

#### Final
| Almere City                   | 2–0     | Emmen |
| ----------------------------- | ------- | ----- |
| * Duijvestijn 65' (pen.), 77' | Informe |       |

| Emmen      | 1–2     | Almere City                     |
| ---------- | ------- | ------------------------------- |
| * Vlak 58' | Informe | * 50' Van La Parra - 53' Smeets |

Almere City va guanyar 4–1 en l'agregat.